# دان فان در فات
دان فان دِر فات (به هلندی: Dan van der Vat) با نام اصلی دنیل فرانسیس یرون فان در فات (Daniel Francis Jeroen van der Vat) (زاده ۲۸ اکتبر ۱۹۳۹، آلکمار- درگذشته ۹ مه ۲۰۱۹) نویسنده، روزنامه‌نگار و تاریخ‌نگار نظامی با زمینه تخصصی تاریخ دریانوردی هلندی بود. دان فان در فات سال‌های آغازین زندگی را در کشوری گذراند که تحت اشغال آلمان نازی درآمده بود. در سال‌های پس از پایان جنگ جهانی دوم، وی به انگلستان رفت و با تحصیل در مراکز آموزشی لندن و دورهام، در نهایت توانست مدرک لیسانس هنر خود را در سال ۱۹۶۰ از دانشگاه دورهام دریافت نماید. فان در فات موفق به تألیف ۱۴ کتاب در زمینه تاریخ شد.